# Орлеан-Браганса, Мария да Глория
Принцесса Мария да Глория Орлеан-Браганса (Мария да Глория Генриетта Долорес Люсия Мигела Рафаэла Габриэла Гонзага Орлеан-Браганса; порт. Dona Maria da Glória Henriqueta Dolores Lúcia Miguela Rafaela Gabriela Gonzaga de Orléans e Bragança; род. 13 декабря 1946) — потомок Бразильской императорской семьи, бывшая супруга Александра Карагеоргиевича, кронпринца Югославии.

## Браки и дети
1 июля 1972 года в Вильяманрике-де-ла-Кондеса Мария да Глория вышла замуж за кронпринца Югославии Александра Карагеоргиевича. Они развелись 19 февраля 1985 года. У супругов было трое сыновей:
- Пётр Карагеоргиевич (род. 1980)
- Близнецы Филипп Карагеоргиевич и Александр Карагеоргиевич (род. 1982)[4]

24 октября 1985 года она повторно вышла замуж за Игнасио де Медина и Фернандес де Кордова, 19-го герцога де Сегорбе. У супругов родилось две дочери:
- Сол Мария Бланка (род. 1986)
- Анна Луна (род. 1988)

## Титулы
- 1946—1972: Её Королевское Высочество принцесса Мария да Глория Орлеан-Браганса
- 1972—1985: Её Королевское Высочество кронпринцесса Югославии
- 1985—2003: Её Королевское Высочество герцогиня Сегорбе
- 2003—н. в.: Её Королевское Высочество герцогиня Сегорбе, графиня Ривадавии